# クイダード・コン・エル・アンヘル
『クイダード・コン・エル・アンヘル』（スペイン語: Cuidado con el ángel）は、メキシコのテレビドラマ。カナル・デ・ラス・エストレージャスで2008年6月9日から2009年3月6日まで放送された。
タイトルの意味は「天使をいじらないで」。

## 登場人物
マリア・デ・ヘスス「マリチュイ」ベラルデ・サントス
演：マイテ・ペローニ
フアン・ミゲル・サン・ロマン・ブストス
演：ウィリアム・レヴィ
セシリア・サントス・デ・ベラルデ
演：ヘレナ・ロホ
パトリシオ・ヴェラルデ・デル・ボスケ
演：リカルド・ブルーム
オネリア・モンテネグロ・ヴィウダ・デ・マイエル
演：ラウラ・サパタ
カンデラリア・マルティネス
演：エヴィタ・ムニョス「チャチタ」